# Guerra dei Cent'anni croata
La guerra dei Cent'anni croata (in croato: Stogodišnji hrvatsko-turski rat, Stogodišnji rat protiv Turaka, Stogodišnji rat s Osmanlijama) è il nome complessivo dato ad una serie di conflitti, perlopiù brevi, (sono chiamati infatti anche "piccola guerra", in croato Mali rat) tra l'Impero ottomano ed il Regno di Croazia (governato dalla dinastia degli Jagelloni e da quella dei Zápolya), e poi tra il Regno asburgico di Croazia.
Papa Leone X definì la Croazia l'Antemurale Christianitatis ("baluardo della cristianità") nel 1519, dando ai soldati croati significativi contributi per sostenere la loro lotta contro i turchi. L'avanzamento dell'Impero ottomano in Europa venne bloccato nel 1593 proprio sul suolo croato (battaglia di Sisak). Ad ogni modo il califfato ottomano occupò parti della Croazia dal XVI alla fine del XVII secolo.

## Periodizzazione
Vi sono diversi dati sull'esatta lunghezza della guerra. Secondo un gruppo di storici, la guerra sarebbe iniziata con la battaglia di Corbavia nel 1493, e sarebbe terminata con la Battaglia di Sisak nel 1593.
Secondo un'altra scuola di pensiero, la guerra perdurò dalla seconda metà del XV secolo per tutto il XVI secolo.
Un terzo gruppo di storici da la pace di Zsitvatorok del 1606 come fine della guerra. La guerre venne vinta per gli europei con la sconfitta degli ottomani presso il fiume Kupa, ma in realtà il territorio della Croazia appariva de facto dimezzato.
In termine di vite umane perdute e di territori, il XV ed il XVI secolo vennero definiti per la storia croata i "due secoli di lutto" (in latino: Plorantis Croatiae saecula duo carmine descripta) nel poema lirico-epico di Pavao Ritter Vitezović del 1703.

## I campi di battaglia
I campi dove si svolsero le principali battaglie di questo conflitto si concentrarono nelle aree centrali ed orientali del regno di Croazia, dal confine orientale all'epoca pre-ottomana sino a quello occidentale del "reliquiae reliquiarum olim inclyti regni Croatiae" ("rimanente dei rimanenti del grande regno di Croazia").
Dopo il 1493 con la perdita di Corbavia, gli ottomani iniziarono ad occupare una serie di forti importanti: Tenin e Scardona caddero nel 1522. La Battaglia di Mohács si ebbe nel 1526. Jajce cadde nel 1528, Požega nel 1536, Clissa nel 1537, Nadin e Vrana nel 1538, spostando così il confine croato-ottimano, Požega-Bihać-Velebit-Zrmanja-Cetina.
Dalla fine del 1540, l'Impero ottomano occupò i possedimenti croati tra Scardona e Karin, eliminando quella zona cuscinetto che si era creata tra gli ottomani e la Dalmazia veneziana. Dal 1573, il restante dell'entroterra dalmaziano, controllato dalle principali città veneziane dell'area, venne ulteriormente ridotto dall'avanzata ottomana.

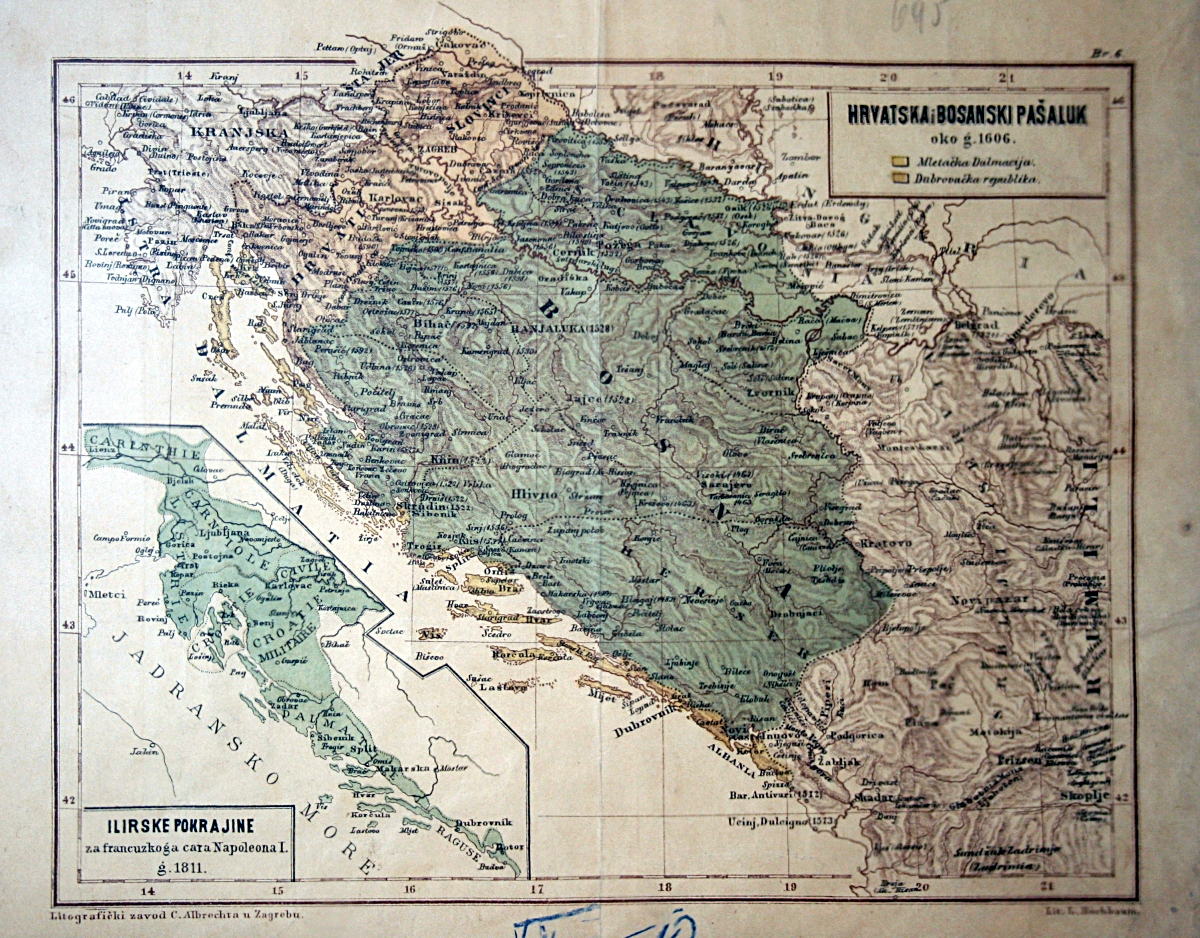
Il Regno di Croazia (marrone chiaro), la Repubblica di Ragusa (giallo), i possessi della Repubblica di Venezia sulla costa croata (arancione) ed il pasciato ottomano di Bosnia (verde) nel 1606.

## Impatto internazionale
Sebbene il regno croato dovette subire delle pesanti sconfitte in battaglia, rimase in essere e riuscì a resistere mantenendo la propria identità, la propria religione e la propria cultura all'interno della Monarchia asburgica. Inoltre, alcuni croati nei territori persi a favore degli ottomani poterono rimanere al loro posto dal momento che la Sublime porta decise di abbracciare la diversità etnica, mentre altri si convertirono poi all'Islam.
L'impegno dei croati a combattere gli ottomani non rimase oscuro negli stati europei e molti scrittori si impegnarono per celebrare le virtù dei guerrieri della Croazia. Molte informazioni dettagliate sulla guerra si possono trovare ancora oggi nel Monumenta Hungariae Historica, Codex diplomaticus partium Regno Hungariae adnexarum, un'opera collettiva pubblicata nel 1903 con oltre 600 documenti dell'epoca.

## Tipologie di conflitti
Nei 100 anni (o 150 anni, a seconda dei criteri storici), la guerra sul territorio del Regno di Croazia fu composta di una serie di piccoli conflitti armati ("piccola guerra") per tutta la sua durata (in altre parole, i diversi eserciti non erano costantemente in battaglia.)
La tattica adottata dagli ottomani fu quella di persistenti razzie e applicazione della tattica della terra bruciata così da intimidire e demoralizzare gli abitanti locali, rendere esauste le opportunità economiche e compromettere la normale vita economica delle aree di frontiera. Sull'altro fronte, i croati e gli alleati cristiani effettuarono i loro contrattacchi, in particolare nelle prime fasi della guerra. Nonostante queste tattiche distruttive apparentemente slegate dai classici conflitti in campo aperto, i due eserciti conobbero dei momenti di scontro diretto. Talvolta le armate locali intercettavano o inseguivano i razziatori nei loro viaggi di ritorno presso i loro accampamenti. Vi furono del resto anche intense azioni militari come nel caso della battaglia di Corbavia o della battaglia di Sisak.

## Zone di guerra
La guerra coinvolse diverse aree di guerra che possono essere divise in tre parti:
- La "prima zona" era composta dal territorio del regno di Croazia, che non aveva il controllo effettivo sul proprio territorio dal momento che alcune parti del regno erano state occupate militarmente dagli ottomani. La zona di ingresso degli ottomani era di 50 km oltre il normale confine croato dell'epoca. Le aree di frontiera erano fortemente militarizzate sebbene molte infrastrutture difensive fossero alla fine risultate devastate come pure ne risentì la vita economica. Questa zona conobbe un alto tasso di emigrazione, in particolare all'estero.
- La "seconda zona" fu di volta in volta esposta a razzie dell'esercito ottomani e di forze paramilitari. L'area era controllata dalle autorità croate e la vita economica continuò a funzionare in qualche maniera anche durante la guerra. Il livello della popolazione rimase perlopiù regolare e spesso tale area si trovava a ricevere gli emigranti della prima zona. I nobili croati utilizzarono tale area per provvedere le difese necessarie per cercare di riprendere la prima zona militarmente.
- La "terza zona" era la più sicura dalle incursioni ottomane, anche se alcune aree furono comunque soggette ad alcune brevi scorribande.[14]